# Isole Diomede
Le Isole Diomede (in russo Oстрова́ Диомида?, Ostrova Diomida; in inglese Diomede Islands) sono due isole rocciose situate nel mezzo dello stretto di Bering. Il loro territorio è suddiviso tra Asia e America, più precisamente tra Russia e Stati Uniti d'America; curiosamente, sono anche soggette a due fusi orari completamente differenti.
La più orientale delle due isole, cioè Piccola Diomede, appartiene amministrativamente all'Alaska, mentre la più occidentale, denominata Grande Diomede, fa parte del circondario della Čukotka.
Le Isole Diomede sono conosciute anche con altre denominazioni. La Piccola Diomede (in inglese Little Diomede) è nota anche come Iŋalik o Kruzenštern, mentre la Grande Diomede (in russo Oстров Ратманова?) è conosciuta anche come Imaqliq o Nunarbuk. Esse sono separate da un braccio di mare largo poco meno di quattro chilometri, al centro del quale scorre la linea di confine tra i due Paesi e i due continenti, nonché la linea di cambiamento di data.
Durante il periodo della guerra fredda, le Isole Diomede avevano un'importanza simbolica poiché costituivano il punto più vicino tra gli Stati Uniti e l'Unione Sovietica. In ogni caso, la loro importanza strategica non va sopravvalutata: esse sono infatti molto distanti dal cuore del territorio delle due nazioni (rispettivamente i 48 Stati continentali e la Russia europea); inoltre, sin dagli anni '60, entrambe le superpotenze si erano dotate di missili balistici intercontinentali capaci di colpire il nemico a grande distanza.

## Geografia, ambiente e territorio

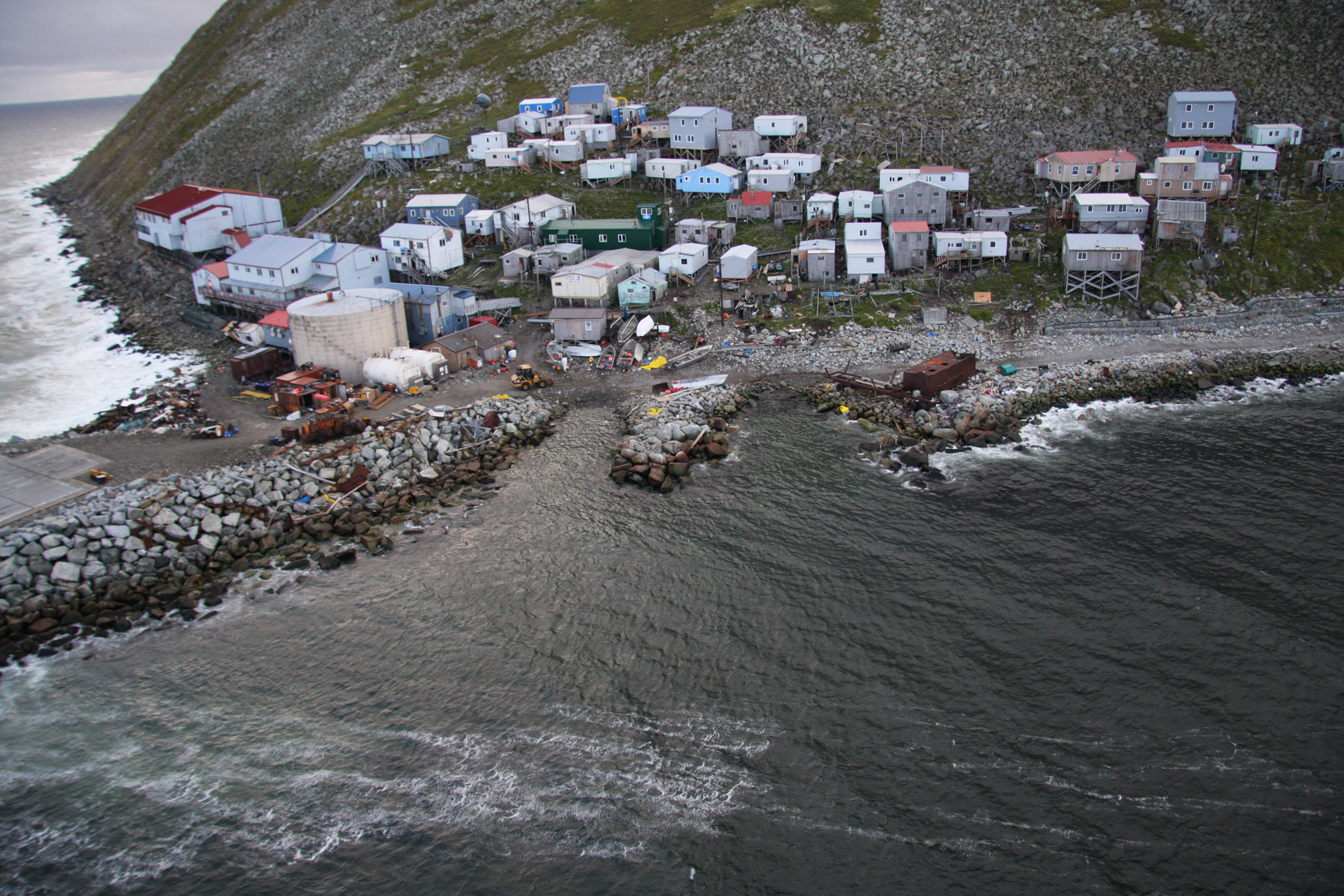
Un analogo insediamento abitativo su Piccola Diomede

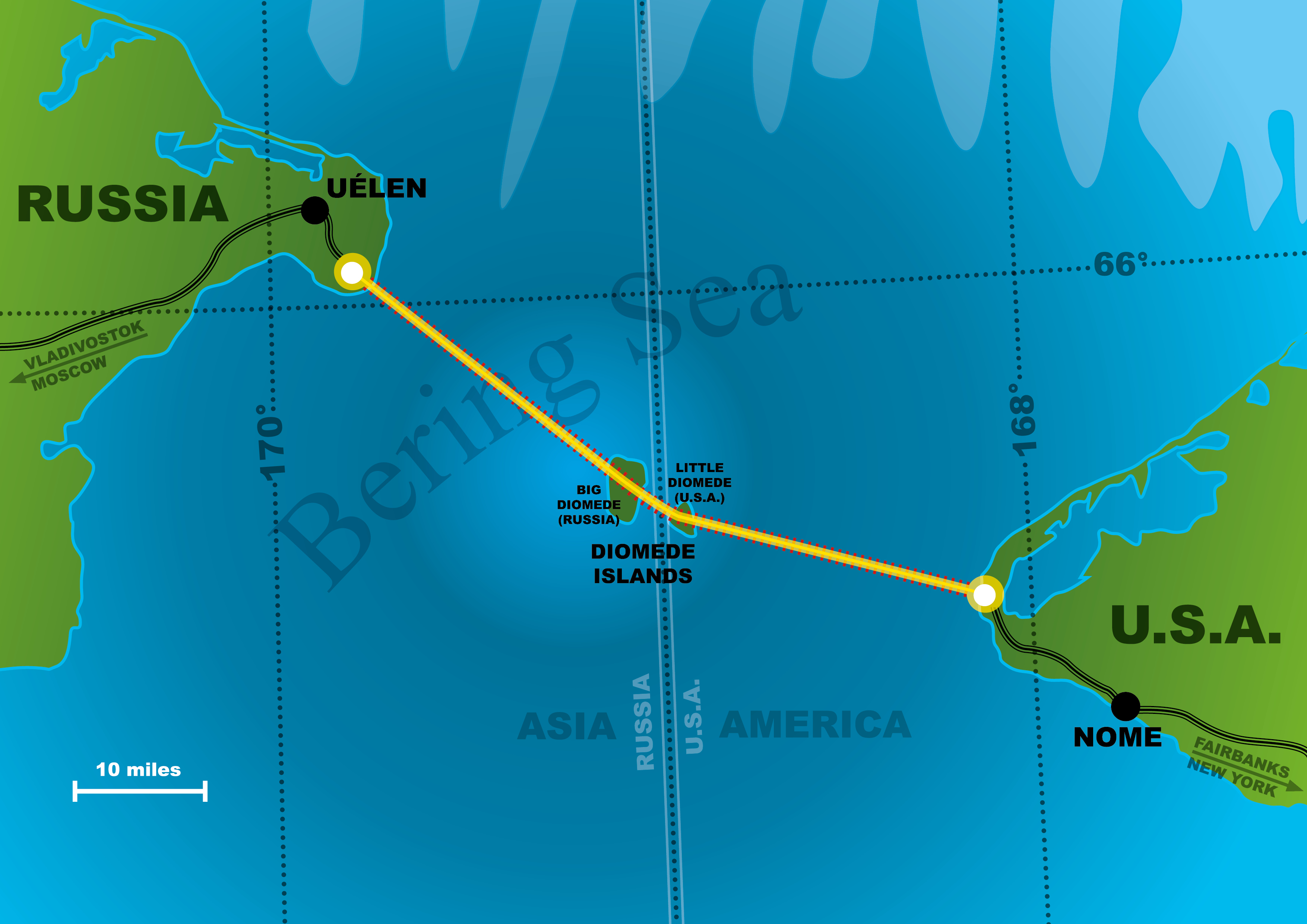
L'ipotetico tracciato del ponte sullo stretto di Bering che sfrutterebbe la presenza delle Isole Diomede

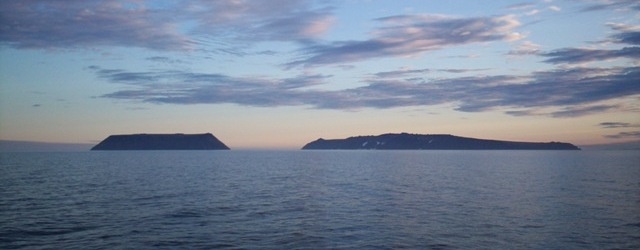
Un panorama di entrambe le Isole Diomede dal mare

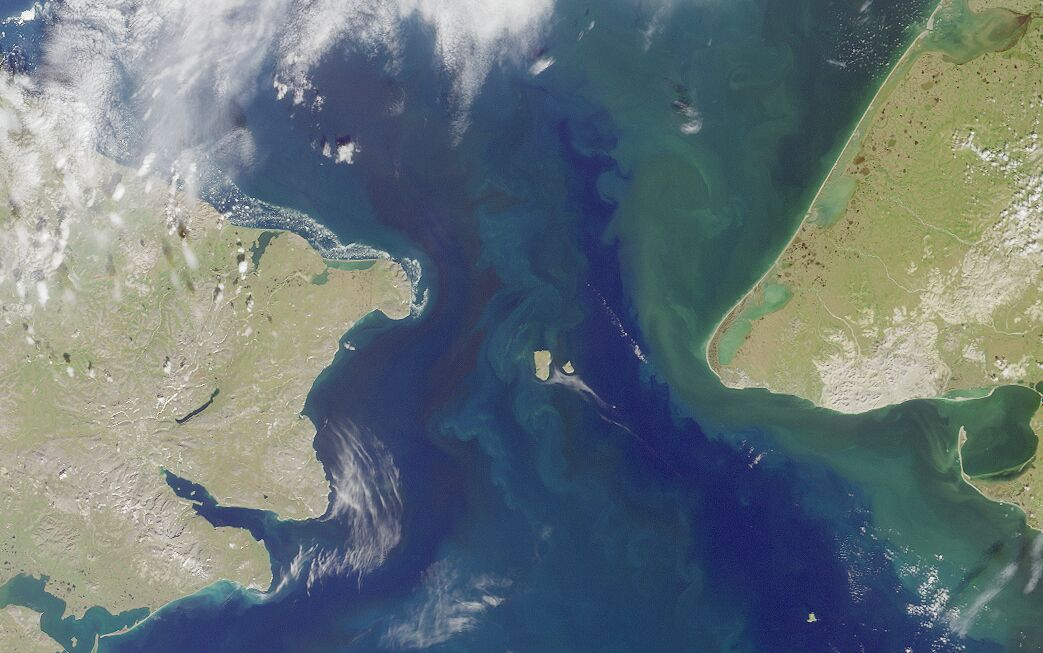
Un'immagine satellitare dello stretto di Bering con le Isole Diomede al centro

L'arcipelago si estende per circa 10 km tra le longitudini 169°07′ e 168°53′ W e le latitudini 65°49′ e 65°44′ N, poco a sud del circolo polare artico. La superficie di Grande Diomede è di circa 29 km², quella di Piccola Diomede di circa 6 km². Entrambe le isole non presentano rilievi montuosi ma sono caratterizzate da un territorio pianeggiante e da scogliere rocciose.
A causa del loro clima artico e della posizione estremamente isolata, le Isole Diomede sono pressoché disabitate e hanno una vegetazione brulla e selvaggia. La fauna è costituita da piccole colonie di foche e trichechi, nonché svariate specie di volatili e crostacei.
Una particolarità delle Isole Diomede è che, pur trovandosi al di sotto del circolo polare artico, sulle isole è possibile osservare il fenomeno del sole di mezzanotte a ridosso del solstizio d'estate per il fatto che si trovano a nord del parallelo 65°44`, limite meridionale oltre il quale non è possibile osservare il sole di mezzanotte.
Sulle coste meridionali di entrambe le isole esistono piccoli insediamenti abitativi con moli d'attracco e stazioni meteorologiche o scientifiche ricavate da vecchie strutture militari. In passato la popolazione stanziale, seppur esigua, era costituita da una piccola comunità Inuit, che però si trasferì definitivamente nella penisola siberiana dopo il secondo conflitto mondiale.
Nello stretto braccio di mare di circa 3,7 km tra le due isole corre la linea di cambiamento di data, pertanto il fuso orario di Grande Diomede (Russia) è UTC+12, mentre quella di Piccola Diomede (USA) è UTC-9. Questa convenzione fa sì che, nonostante la loro vicinanza, le due isole abbiano due fusi orari completamente differenti: Grande Diomede infatti è 21 ore avanti rispetto alla Piccola Diomede. Tale particolarità fa sì anche che per 21 ore al giorno le due isole si trovino in due giorni diversi.

## Storia
Le prime notizie su tali isole si devono all'esploratore russo Semën Dežnëv che, nel 1648, ne documentò l'esistenza. Quasi un secolo più tardi l'esploratore danese Vitus Bering, per conto del governo russo, effettuando ricognizioni nell'Oceano Pacifico settentrionale al fine di stabilire connessioni tra il continente asiatico e l'Alaska, scoprì il braccio di mare oggi noto come stretto di Bering e, il 16 agosto 1728, anche queste isole. Essendo quello il giorno in cui la Chiesa ortodossa russa celebra la memoria del martire Diomede di Tarso, le isole furono intitolate a tale santo.
Una vera e propria esplorazione delle isole avvenne nel 1732 a opera del geodeta russo Michail Gvozdëv, quando le isole già erano parte della Russia imperiale come provincia dell'America russa. Con la vendita di tali territori agli Stati Uniti nel 1867, la sola isola Piccola Diomede seguì le sorti dell'Alaska, mentre Grande Diomede rimase territorio russo e, dal 1922 fino al 1991, dell'Unione Sovietica.
Al termine del secondo conflitto mondiale, la popolazione stanziale costituita da una piccola comunità Inuit si trasferì definitivamente nella penisola siberiana e Grande Diomede divenne luogo di insediamenti militari, analogamente a quanto accadde a Piccola Diomede. Durante la «guerra fredda» le Isole Diomede, infatti, rivestirono un ruolo altamente strategico poiché furono gli avamposti militari tra loro più prossimi alle due superpotenze mondiali: gli Stati Uniti e l'Unione Sovietica, separati soltanto da poco più di tre chilometri di mare.
Il 7 agosto 1987 la trentenne atleta statunitense Lynne Cox effettuò a nuoto la traversata del braccio di mare tra le due isole partendo dalla propria sponda per approdare su quella sovietica. La traversata a nuoto durò due ore e sei minuti e avvenne in condizioni al limite del proibitivo poiché, pur essendo piena estate, la temperatura dell'acqua era intorno ai 5 ºC. L'intento dell'iniziativa fu quello di favorire la distensione tra i due Paesi, all'epoca governati rispettivamente da Ronald Reagan e Michail Gorbačëv; quest'ultimo ricevette personalmente Lynne Cox al Cremlino e, successivamente, la menzionò tra gli ispiratori dello storico trattato sulle forze nucleari a medio raggio firmato dai due capi di Stato a Washington l'8 dicembre dello stesso anno. Mentre l'impresa di Lynne Cox ebbe molto rilievo nell'Unione Sovietica, Ronald Reagan pare non fosse informato del fatto, tanto che affermò di non sapere a chi si fosse riferito Gorbačëv quando la menzionò al momento della firma del trattato.

## Il progetto del ponte sullo stretto di Bering
Le Isole Diomede sono anche state oggetto di un importante progetto dell'ingegnere americano di origine cinese T. Y. Lin che, tra le svariate ipotesi susseguitesi nel corso di oltre un secolo, nel 1958 progettò un ipotetico ponte intercontinentale che potrebbe attraversare lo stretto di Bering tra Asia e America, collegando la penisola dei Ciukci della Siberia (Russia) e la penisola di Seward dell'Alaska (USA).
A differenza delle molteplici soluzioni alternative ipotizzate, il lungo ponte di un centinaio di chilometri progettato da T.Y. Lin risulterebbe la soluzione più realizzabile, seppur non senza criticità; esso sarebbe suddiviso in tre sezioni, sfruttando proprio la presenza delle Isole Diomede che sorgono al centro dello stretto di Bering.
Qualora venisse realizzato sarebbe il ponte più lungo del mondo e, curiosamente, consentirebbe a un viaggiatore che partisse dalla costa siberiana alla sera, di arrivare a destinazione la mattina dello stesso giorno di partenza, secondo la data e il fuso orario dell'Alaska. Inoltre, se opportunamente collegato alle attuali infrastrutture autostradali e ferroviarie (la linea ferroviaria Transiberiana e la Alaska Railroad), l'ipotetico ponte consentirebbe di percorrere via terra ininterrottamente i territori di Europa, Asia, Africa e America.

### Approfondimenti
1. ↑  Tra le due isole scorre la linea di cambiamento di data, pertanto il fuso orario di Grande Diomede, quella russa, è UTC+12, mentre quella di Piccola Diomede è UTC-9. Malgrado la loro vicinanza, ciò determina che Grande Diomede sia 21 ore avanti rispetto a Piccola Diomede. Questo si traduce, in pratica, in un'apparente differenza di sole tre ore, avendo tuttavia presente che per 21 ore al giorno le due isole si trovano in due giorni diversi. Per fare un esempio, infatti, alle ore 17:30 di sabato su Piccola Diomede corrispondono le ore 14:30 di domenica su Grande Diomede. Apparentemente l'isola più orientale sembrerebbe essere tre ore avanti rispetto a quella occidentale laddove è invece ventuno ore indietro.
2. ↑  Il presidente Michail Gorbačëv pronunciò le seguenti parole: 
«L'estate scorsa ad una coraggiosa americana di nome Lynne Cox ci sono volute solo due ore per nuotare da uno dei nostri paesi all'altro. Abbiamo visto in televisione quanto sia stato sincero e amichevole l'incontro tra il nostro popolo e gli americani quando è entrata sulla sponda sovietica. Ha dimostrato con il suo coraggio quanto vicini gli uni agli altri vivano i nostri popoli.»

### Fonti
1. ↑  "Diomede" {{url=https://itinerariodiviaggio.com/diomede-island-notizie-42-html/ |data=2023-09-10 }}. Itinerario di Viaggio.
2. ↑  AA.VV., 2020, p. 54.
3. 1 2 3 4  "Diomede" Archiviato il 24 aprile 2012 in Internet Archive.. The American Local History Network.
4. 1 2 3 4  (EN) 1987: Chilly swim thaws Cold War relations, in BBC, 7 agosto 2005. URL consultato il 25 gennaio 2021.
5. 1 2  L. Cox, 2004, p. 258.
6. ↑  L. Cox, 2004, p. 269.
7. ↑  L. Cox, 2004, p. 272.
8. ↑   President Reagan and Mikhail Gorbachev's Toasts on December 8, 1987 [collegamento interrotto], su youtube.com.
9. ↑   Lynne Cox swims into communist territory, su history.com, History. URL consultato il 25 gennaio 2021.
10. ↑  (EN) Aaron Tallent, 25 Gennaio 2021 e 7:00 Am Edt, This Day in Sports History: August 7, su AthlonSports.com. URL consultato il 23 settembre 2020.
11. ↑  (EN) International Swimming Hall of Fame and Lynne Cox Featured on Travel Channel's "Mysteries at the Museum", su Swimming World News, 31 dicembre 2018. URL consultato il 23 settembre 2020.
12. ↑  L. Cox, 2004, p. 275.
13. ↑   Wil Longbottom, London to New York by rail? Russia 'approves' £60bn Bering Strait tunnel, in Daily Mail, Londra, 22 agosto 2011.
14. ↑   London to the US by rail? Russia approves Bering Strait tunnel - AOL Travel UK, su travel.aol.co.uk.
15. ↑   Тоннелю под Беринговым проливом пророчат большой успех, su radiovesti.ru. URL consultato il 24 gennaio 2021 (archiviato dall'url originale il 4 ottobre 2012).
16. ↑   Nicola Smith e Chris Hutchins, Bridgebuilding Vladimir Putin wants tunnel to US, su The Times, London, 30 marzo 2008. URL consultato il 26 aprile 2010 (archiviato dall'url originale il 3 aprile 2010).
17. 1 2   Bering, su mperussia.com. URL consultato il luglio 2017 (archiviato dall'url originale il 14 novembre 2007).
18. ↑   AA.VV., A Transcontinental Eurasia-America Transport Link via the Bering Strait, at the 1st International Conference "Megaprojects of the Russian East", su mperussia.com. URL consultato il luglio 2017 (archiviato dall'url originale il 14 novembre 2007).
19. ↑   Russia wants a rail link to North America," Der Spiegel, su spiegel.de, 20 aprile 2007.